# Datta Dalvi
Datta Dalvi (Marathi दत्ता दळवी Dattā Daḷavī) ist ein indischer Politiker. Er war bis März 2007 der Bürgermeister von Mumbai (Bombay).
Dalvi gehört der hindunationalistischen Partei Shiv Sena an. Das Amt des Bürgermeisters hatte er am 20. Februar 2005 von Mahadeo Deole übernommen, nachdem er am 18. Februar vom Stadtparlament für zwei Jahre gewählt worden war. 2007 folgte ihm Shubha Raul im Amt.